# Gefahrenanalyse und kritische Kontrollpunkte
Gefahrenanalyse und kritische Kontrollpunkte, auch Gefahrenanalyse und kritische Lenkungspunkte (englisch hazard analysis and critical control points, abgekürzt HACCP), ist ein Qualitätswerkzeug, das für Produktion von und Umgang mit Lebensmitteln konzipiert wurde. Es ist klar strukturiert und auf präventive Maßnahmen ausgerichtet. Das Konzept dient der Vermeidung von Gefahren im Zusammenhang mit Lebensmitteln, die zu einer Erkrankung oder Verletzung von Konsumenten führen können.

## Geschichte
Das Konzept wurde im Jahr 1958 entwickelt, als der amerikanische Konzern The Pillsbury Company von der Raumfahrtbehörde NASA beauftragt wurde, eine weltraumgeeignete Astronautennahrung herzustellen, die hundertprozentig sicher sein sollte. Pillsbury wandte die 1949 vom US-Militär für technische Anwendungen geschaffene FMEA-Methodik auf die Lebensmittelindustrie an und entwickelte dieses Präventivkonzept gemeinsam mit der NASA weiter. 1971 wurde es in den USA als HACCP-Konzept veröffentlicht. 1985 empfahl die US-amerikanische National Academy of Sciences, das Konzept anzuwenden; daraufhin wurde es weltweit erprobt und weiterentwickelt. Der von der Ernährungs- und Landwirtschaftsorganisation der Vereinten Nationen (FAO) herausgegebene Codex Alimentarius empfiehlt seit 1993 ebenfalls die Anwendung des Konzepts.

## Prinzipien
Die Prinzipien des Qualitätswerkzeugs Gefahrenanalyse und kritische Kontrollpunkte (HACCP) lauten wie folgt:
1. Durchführen einer Gefahrenanalyse
Festlegung von Plänen zur Identifizierung von Gefahren durch Lebensmittel und von Gegenmaßnahmen, welche diesen Gefahren vorbeugen können. Eine Gefahr kann jegliche physikalische, chemische oder biologische Eigenschaft sein, welche den Lebensmittelkonsum für Menschen gefährlich macht.
2. Identifikation der für die Sicherheit der Lebensmittel kritischen Kontrollpunkte
Ein kritischer Kontrollpunkt ist ein Punkt, Schritt oder eine Prozedur im gesamten Lebensmittelherstellungsprozess, an dem Kontrollen möglich sind, um eine Gefährdung durch das Lebensmittel zu verhindern, zu eliminieren oder auf ein erträgliches Maß zu reduzieren.
3. Festlegung von Eingreifgrenzen an den jeweiligen kritischen Kontrollpunkten
Eine kritische Eingreifgrenze ist der Maximal- oder Minimalwert, auf die hin physikalische, chemische oder biologische Gefahren überprüft werden müssen, um eine Gefährdung abzuwenden, zu eliminieren oder auf ein erträgliches Niveau zu reduzieren.
4. Einrichten von entsprechenden Überwachungsverfahren an den kritischen Kontrollpunkten
Überwachung bzw. fortlaufende Beobachtung ist notwendig, damit sich der Prozess an jedem kritischen Punkt unter Kontrolle befindet. Das Überwachungsverfahren und die Häufigkeit sollten im HACCP-Plan festgehalten werden.
5. Einrichten von Korrekturmaßnahmen für den Fall von Abweichungen
Die notwendigen Schritte im Fall von Über- oder Unterschreitungen der festgelegten Grenzwerte müssen festgelegt sein. Ziel ist dabei, dass kein Lebensmittel, welches die erforderlichen Grenzwerte nicht einhält, in den Konsumkreislauf gelangt.
6. Einrichten von Evaluierungsmaßnahmen zur Überprüfung der Effizienz des festgelegten HACCP-Systems
Die Evaluierungsmaßnahmen des HACCP-Systems dienen dazu, die Ziele einer sicheren Lebensmittelproduktion dauerhaft zu gewährleisten. Dabei können die gesamten HACCP-Pläne, die Aufzeichnungen der kritischen Kontrollpunkte, die kritischen Grenzwerte, die Stichproben und die Analysen evaluiert werden.
7. Einrichten einer Dokumentation der Maßnahmen
Zu den Prinzipien des HACCP gehören, dass in allen Lebensmittelproduktionsstätten entsprechende Archive und Dokumentationen der Daten zum HACCP festgehalten sind. Dazu gehören die Daten zu den Kontrollpunkten, die Grenzwerte, die Aktivitäten zur Überprüfung und zur Evaluierung und die Vorgehensweise bei Abweichungen.

## Umsetzung in EU und Deutschland
Im deutschen Recht wurde das HACCP-Konzept erstmals mit der Lebensmittelhygiene-Verordnung von 1998 verankert. Die Verordnung (EG) Nr. 852/2004 der Europäischen Gemeinschaft sieht ebenfalls die Anwendung des HACCP-Konzeptes in allen Unternehmen, die mit der Produktion, der Verarbeitung und dem Vertrieb von Lebensmitteln beschäftigt sind, verpflichtend vor.
Am 1. Januar 2006 trat das 2004 angenommene Hygienepaket der EU in Kraft. Hierin wird verordnet, dass nur noch Lebensmittel, die die HACCP-Richtlinien erfüllen, in der Union gehandelt und in die Union eingeführt werden dürfen.
Schon zuvor mussten alle Unternehmen, die Lebensmittel herstellen oder mit Lebensmitteln in irgendeiner Weise umgehen, ein HACCP-Konzept haben. Seit 2006 muss es in einer dokumentierten Version vorliegen. Bei großen Unternehmen mit vielen Gefahren und hohem Risikopotenzial sind ausführliche Aufzeichnungen vorgeschrieben, bei kleinen Unternehmen genügen Reinigungspläne, Verifizierungsnachweise oder Personalanweisungen.
Wichtig ist es, bei der Umsetzung der gesetzlichen Forderungen mit der Einführung der Guten Hygienepraxis (GHP) zu beginnen. Diese Vorbeugemaßnahmen (zum Beispiel Reinigungsprogramm, Schulungsprogramm, Schädlingsbekämpfung, Wareneingangskontrolle und Rohstoffpolitik) werden in Leitlinien von vielen Verbänden für die unterschiedlichen Berufsgruppen herausgegeben. Auf dieser Basis steht das Unternehmen und aus dem erzielten Erfolg ergibt sich das betriebsspezifische Restrisiko. Dieses muss entsprechend den Codex-Forderungen (s. o.) für jedes Unternehmen gesondert ermittelt werden. Hieraus ergeben sich möglicherweise kritische Kontrollpunkte, die verwaltet werden müssen. Die GHP allein ist noch kein HACCP-Konzept.

## HACCP für Tiefkühlkost
Die erste internationale HACCP-Regelung für Tiefkühlkost wurde 1978 beschlossen. Seither ist auch diese Regelung regelmäßig überarbeitet und verbessert worden. Hierbei wird spezielle Rücksicht darauf genommen, dass die Erfordernisse an eine Tiefkühlkette noch größer sind, als dies bei einer normalen Kühlkette der Fall ist. Um dieser Komplexität Rechnung zu tragen, wurde im neuesten Appendix 1996 neben anderen Methoden die Nutzung von Zeit-Temperatur-Indikatoren vorgeschlagen.

## Zertifizierung
Für die Zertifizierung sind unabhängige und akkreditierte Zertifizierungsstellen verantwortlich. „Lebensmittelunternehmer“ sind durch die Verordnung EG 852/2004 rechtlich bindend verpflichtet, „ein oder mehrere ständige Verfahren, die auf den HACCP-Grundsätzen beruhen, einzurichten, durchzuführen und aufrechtzuerhalten“. In der Europäischen Gemeinschaft (EG) besteht jedoch keine Verpflichtung zur Zertifizierung dieser Systeme.